# Darnell Nurse
Darnell Nurse (né le 4 février 1995 à Hamilton, dans la province de l'Ontario au Canada) est un joueur professionnel canadien de hockey sur glace.

## Biographie

### Carrière de joueur
Il a été repêché à la septième position du repêchage d'entrée dans la LNH 2013 par les Oilers d'Edmonton. En 2014, il commence sa carrière professionnelle dans la Ligue américaine de hockey avec les Barons d'Oklahoma City, la saison suivante, il commence la saison dans la LNH avec l'équipe qui l'a repêché, il est cependant retourné chez les juniors après deux matchs.

### Vie personnelle
Darnell Nurse appartient à une famille de sportifs professionnels. Sa sœur Kia Nurse est une joueuse de basket-ball dans la WNBA et son père a joué dans ligue de football professionnelle CFL. Sa cousine Sarah Nurse est une joueuse de hockey sur glace médaillée olympique et son oncle Donovan McNabb est un joueur de football américain qui a fait carrière dans la NFL . Il a également un autre oncle qui a représenté le Canada en lacrosse

## Statistiques

### En club
| Saison     | Équipe                           | Ligue      |     | Saison régulière | Saison régulière | Saison régulière | Saison régulière | Saison régulière |   | Séries éliminatoires | Séries éliminatoires | Séries éliminatoires | Séries éliminatoires | Séries éliminatoires |
| Saison     | Équipe                           | Ligue      | PJ  | B                | A                | Pts              | Pun              | PJ               | B | A                    | Pts                  | Pun                  |                      |                      |
| 2010-2011  | Buzzers de St. Michael's         | LHJO       | 2   | 0                | 0                | 0                | 4                | -                | - | -                    | -                    | -                    |                      |                      |
| 2011-2012  | Greyhounds de Sault-Sainte-Marie | LHO        | 53  | 1                | 9                | 10               | 61               | -                | - | -                    | -                    | -                    |                      |                      |
| 2012-2013  | Greyhounds de Sault-Sainte-Marie | LHO        | 68  | 12               | 29               | 41               | 116              | 6                | 1 | 3                    | 4                    | 6                    |                      |                      |
| 2013-2014  | Greyhounds de Sault-Sainte-Marie | LHO        | 64  | 13               | 37               | 50               | 91               | 9                | 3 | 5                    | 8                    | 12                   |                      |                      |
| 2013-2014  | Barons d'Oklahoma City           | LAH        | 4   | 0                | 1                | 1                | 0                | 3                | 0 | 1                    | 1                    | 7                    |                      |                      |
| 2014-2015  | Oilers d'Edmonton                | LNH        | 2   | 0                | 0                | 0                | 0                | -                | - | -                    | -                    | -                    |                      |                      |
| 2014-2015  | Greyhounds de Sault-Sainte-Marie | LHO        | 36  | 10               | 23               | 33               | 58               | 14               | 3 | 5                    | 8                    | 26                   |                      |                      |
| 2015-2016  | Condors de Bakersfield           | LAH        | 9   | 0                | 2                | 2                | 7                | -                | - | -                    | -                    | -                    |                      |                      |
| 2015-2016  | Oilers d'Edmonton                | LNH        | 69  | 3                | 7                | 10               | 60               | -                | - | -                    | -                    | -                    |                      |                      |
| 2016-2017  | Oilers d'Edmonton                | LNH        | 44  | 5                | 6                | 11               | 33               | 13               | 0 | 2                    | 2                    | 6                    |                      |                      |
| 2017-2018  | Oilers d'Edmonton                | LNH        | 82  | 6                | 20               | 26               | 67               | -                | - | -                    | -                    | -                    |                      |                      |
| 2018-2019  | Oilers d'Edmonton                | LNH        | 82  | 10               | 31               | 41               | 87               | -                | - | -                    | -                    | -                    |                      |                      |
| 2019-2020  | Oilers d'Edmonton                | LNH        | 71  | 5                | 28               | 33               | 48               | 4                | 0 | 2                    | 2                    | 6                    |                      |                      |
| 2020-2021  | Oilers d'Edmonton                | LNH        | 56  | 16               | 20               | 36               | 57               | 4                | 0 | 1                    | 1                    | 2                    |                      |                      |
| 2021-2022  | Oilers d'Edmonton                | LNH        | 71  | 9                | 26               | 35               | 54               | 15               | 2 | 4                    | 6                    | 26                   |                      |                      |
| 2022-2023  | Oilers d'Edmonton                | LNH        | 82  | 12               | 31               | 43               | 64               | 11               | 0 | 4                    | 4                    | 21                   |                      |                      |
| 2023-2024  | Oilers d’Edmonton                | LNH        | 81  | 10               | 22               | 32               | 79               | 25               | 2 | 4                    | 6                    | 12                   |                      |                      |
| Totaux LNH | Totaux LNH                       | Totaux LNH | 640 | 76               | 191              | 267              | 549              | 72               | 4 | 17                   | 21                   | 73                   |                      |                      |

### En équipe nationale
| Année | Équipe     | Compétition                  |    | PJ | B | A | Pts | Pun                |  | Résultat |
| 2012  | Canada U18 | Championnat du monde -18 ans | 7  | 0  | 0 | 0 | 14  | Médaille de bronze |  |          |
| 2015  | Canada U20 | Championnat du monde junior  | 7  | 0  | 1 | 1 | 6   | Médaille d'or      |  |          |
| 2018  | Canada     | Championnat du monde         | 10 | 0  | 1 | 1 | 4   | 4e place           |  |          |
| 2019  | Canada     | Championnat du monde         | 10 | 2  | 2 | 4 | 8   | Médaille d'argent  |  |          |